# Планине Иматонг
Иматонг (Immatong) је планински венац који се пружа у пограничном појасу између Уганде и Јужног Судана. Највиши врх је Кињети са 3.187 метара. Иматонг се одликује екваторијалном климом и густим тропским шумама. Од биљака доминирају разне врсте акација и тиково дрво. Животињски свет представља неколико врста мајмуна, где се посебно истичу шимпанзе.
Овај планински венац састоји се од следећих масива: Боја, Дидинга, Донготона, Ачоли, Лафит и Кињети.